# Ступа (фильм, 2019)
Ступа — документальный фильм 2019 года режиссёра Кирилла Ненашева о жизни рок-музыканта Константина Ступина.

## История создания
Работу над фильмом режиссёр и команда проекта начали в 2016 году, забрав музыканта «из дурдома», а закончили через два года после его смерти. Около трех месяцев Кирилл Ненашев договаривался о съемках. Они состоялись в 2016 и 2017 годах и длились полтора месяца. Работа над фильмом заняла почти три года. Первый год после съемок автор отсматривал материал. На сценарий и на монтаж ушел год и три месяца. Несколько фестивалей отказались взять ленту в программу, сказав, что фильм жесткий и мрачный. На постпродакшн за две недели создатели собрали 220 000 руб. Премьера фильма состоялась в рамках «Артдокфест-2019» в Москве и Санкт-Петербурге. Затем прошла независимая премьера в кинотеатре Космос и прокат в московском Иллюзионе. После чего фильм был показан в Калуге, Ярославле, Рыбинске, Туле и родном для Ступина Орле, Екатеринбурге, Сыктывкаре, Нижнем Новгороде, Казани и ряде Сибирских городов. Некоторые показы были отменены из-за коронавируса, но несмотря на это, независимый прокат охватил более 20 городов России. 16 марта 2021 года, в годовщину смерти музыканта, фильм был выложен в открытый доступ.

## В ролях
- Константин Ступин
- Юрий Карпиков[13]
- Ночная трость